# 西拉利山
1°10′10″N 36°10′30″E / 1.169362°N 36.17506°E
西拉利山（Mount Silali），是肯尼亞的火山，位於該國西部，由巴林戈郡負責管轄，處於首都奈洛比以北280公里，該火山海拔高度1,521米，每年平均降雨量1,051毫米。